# Vrbovka alpská
Vrbovka alpská (Epilobium alpestre) je druh rostliny z pupalkovité (Onagraceae). Je rozšířena v Evropě, Turecku a na Kavkazu. V České republice je rozšířena ve většině hraničních pohoří s výjimkou Šumavy. Je to horský druh, vyznačující se zejména přeslenitými listy.

## Popis
Jedná se o vytrvalou rostlinu dosahující výšky nejčastěji 20–100 cm. Oddenky jsou poměrně krátké, po odkvětu se vytváří podzemní turiony s hnědavými šupinovitými listy, které se později prodlužují a na světle zezelenají. Lodyha je většinou jednoduchá, řidčeji nahoře chudě větvená, pýřitá, v květenství pak i s odstálými žláznatými chlupy, dole je oblá, nahoře s většinou 3 úzkými liniemi sbíhajícími od listů. Dolní a prostřední listy jsou obvykle ve 3 četných přeslenech, zřídka vstřícné, jen nejhořejší střídavé. Čepele jsou nejčastěji vejčité až vejčitě kopinaté, živě zelené, lesklé, asi 3–8 cm dlouhé a 1,5–2 cm široké, na okraji pilovitě zubaté, na každé straně s 10–20 zuby. Květy jsou uspořádány v květenstvích, vrcholových hroznech a vyrůstají z paždí listenu. Květy jsou čtyřčetné, kališní lístky jsou 4, nejčastěji 4–6 mm dlouhé. Korunní lístky jsou taky 4, jsou nejčastěji 7–14 mm dlouhé, na vrcholu hluboce vykrojené, světle nachové až růžově fialové barvy. Ve střední Evropě kvete nejčastěji v červenci až v srpnu. Tyčinek je 8 ve 2 kruzích. Semeník se skládá ze 4 plodolistů, je spodní, čnělka je přímá, blizna je celistvá, elipsoidní. Plodem je asi 6–8 cm dlouhá tobolka, je přitisle pýřitá a odstále žláznatá, v obrysu čárkovitého tvaru, čtyřhranná a čtyřpouzdrá, otvírá se 4 chlopněmi, obsahuje mnoho semen. Semena jsou cca 1,8–2 mm dlouhá, na vrcholu průsvitným límečkovitým přívěskem a s chmýrem a osemení je hustě papilnaté. Počet chromozómů je 2n=36.

## Rozšíření ve světě
Vrbovka horská je druh středoevropských až jihoevropských hor, roste v Pyrenejích, Alpách, některých horách hercynského systému, Karpaty, hory Balkánu, Kavkaz

## Rozšíření v Česku
Druh je rozšířen v severních horách, je znám z Krušných hor, Jizerských hor, Krkonoš, Orlických hor, Králického Sněžníku, Hrubého Jeseníku a z Moravskoslezských Beskyd, výjimečně byla nalezena v Bílých Karpatech. Najdeme ji zpravidla na březích horských potoků, na horských prameništích a v horských vysokobylinných nivách.